# Häxprocessen i Islandmagee
Häxprocessen i Islandmagee var en häxprocess som ägde rum i Carrickfergus på Irland mellan mars och september 1711, för fall av trolldom som ska ha begåtts på det närliggande Islandmagee. Den har kallats den enda masshäxprocessen på Irland. 
Åtta kvinnor och en man ställdes inför rätta. 1-31 mars 1711 åtalades Janet Carson, Janet Latimer, Janet Main, Janet Millar, Margaret Mitchell, Catherine McCalmond, Janet Liston och Elizabeth Sellor för att ha förhäxat Mary Dunbar, som sedan 28 februari drabbats av anfall, och för att ha mördat prästfrun Ann Haltridge, som avled 22 februari efter flera incidenter då hon påstods sig ha trakasserats av andar. Mary Dunbar hävdar att de åtalade hade besökt henne i drömmen och plågat henne på olika sätt, som till exempel att beröva henne förmågan att tala. 31 mars 1711 döms de åtalade som skyldiga. 
När Mary Dunbar drabbades av fortsatta anfall i april, efter domen, anklagade hon William Sellor, gift med Janet Liston och far till Elizabeth Sellor, för att fortsätta förtrollningen, besökt henne i hennes dröm och mordhotat henne. Han åtalades då för häxeri. Han dömdes i september som skyldig till att ha förtrollat henne. 
Domarna är obekräftade eftersom mycket dokumentation förstördes under inbördeskriget, men med tanke på bestämmelserna i Irish Witchcraft Act 1586, har man förmodat att William Sellor blev avrättad, medan de åtta kvinnorna dömdes till skampåle och ett års fängelse. 
Häxprocessen i Islandmagee är den enda dokumenterade stora häxprocessen på Irland, och även den sista av dem. Mycket få häxprocesser är dokumenterade på Irland, och även dessa få är ofullständigt bevarade, på grund av att så många dokument förstördes under det irländska inbördeskriget. Irish Witchcraft Act 1586, som stadgade dödsstraff för mord genom magi och fängelse och skampåle för skada genom magi, upphävdes 1821. 